# Jerzy Giergielewicz
Jerzy Giergielewicz h. Topór (ur. 11 stycznia 1925 w Sadlnie, zm. 29 stycznia 2012) – polski pisarz, więzień obozów koncentracyjnych, z zawodu lekarz specjalista neurolog, pracownik PAM i Szpitala Kolejowego w Szczecinie. Z zamiłowania fotograf krajoznawca, przyrodnik i archeolog. 

## Życiorys
W stacji ornitologicznej PAN przy Rezerwacie Przyrody Świdwie, koło Szczecina prowadził badania ekologiczne, wygłaszał prelekcje dla szkół i wycieczek. Autor ok. 30 publikacji związanych z Rezerwatem i ochroną środowiska, działał na rzecz ochrony zachodniopomorskiej przyrody.
Przez ponad 20 lat zajmował się astrofotografią, prowadząc obserwacje kosmosu (przy pomocy skonstruowanego przez siebie teleskopu).
Laureat głównych nagród za prace fotograficzne na Pomorskich Spotkaniach z Diaporamą w latach: 1980, 1982, 1983. Wystawa indywidualna w 2003: Świdwie - klejnot przyrody Pomorza Zachodniego - wystawa w Muzeum Przyrodniczym Wolińskiego Parku Narodowego w Międzyzdrojach. Dwukrotnie otrzymał Złoty Medal na Biennale Fotografii Przyrodniczej w Poznaniu: XV Biennale w 1982, XVI Biennale w 1984.  
Ojciec jego Ignacy Giergielewicz był członkiem Polskiej Organizacji Wojskowej, powstańcem warszawskim, a matka Adelajda Giergielewicz z d. Twardowska była położną i wiceprzewodnicząca Związku Położnych RP do 1939, red. pisma Pielęgniarka i Położna Polska. Brat jego Lech Giergielewicz, odznaczony został pośmiertnie Krzyżem Partyzanckim i Krzyżem Narodowego Czynu Bojowego.
W czasie II wojny Jerzy Giergielewicz był aktywnym członkiem ruchu oporu w organizacjach: Związek Walki Zbrojnej i AK. Jako siedemnastolatek z Żoliborza, został aresztowany przez gestapo w Warszawie 17 września 1942 r.
Jerzy Giergielewicz przebywał przez 2,5 roku w czterech hitlerowskich koncentracyjnych obozach śmierci. Przeszedł szlak martyrologii okupacyjnej Pawiak, Majdanek, Flossenbürg (KL), Gross-Rosen, Neuengamme (KL)-Drutte. Był wielokrotnie skazywany na śmierć. Wyzwolony został 12 kwietnia 1945 przez wojska alianckie. Po wyzwoleniu odbył studia medyczne, potem pracował jako lekarz w Klinice Neurologicznej PAM i Szpitalu Kolejowym w Szczecinie.

## Publikacje
- Nie każda łza, Wydawnictwo de Artsign, 2001
- Szczecinianie stulecia, Paul Robien - Globtroter, przyrodnik, odkrywca świata, tekst: Jerzy Giergielewicz, Wyd. Piątek Trzynastego, Łódź 2000. s. 108-109. ISBN 83-87735-63-9
- Najkrótsza historia wojny i hitlerowskiej okupacji Polski 1939-1945 widziana oczami i opisana gehenną losu polskiego chłopca z warszawskiego Żoliborza, Okręgowa Izba Lekarska w Szczecinie, 2000 r.
- Encyclopedia Szczecina, Stacja Przyrodnicza Mienia. tekst: J. Giergielewicz, T. II, Szczecin: University of Szczecin, 1999, ISBN 83-87341-45-2
- Okruchy jednego życia, tekst: Jerzy Giergielewicz, autobiografia, Wydawnictwo Promocyjne „Albatros”, Szczecin 1993[8]
- Tropem orłów Pomorza Zachodniego Pomorza i wielu artykułów o przyrodzie, fotografii, i np. o pacyfiście: "Hans Paasche: fascynująca postać Niemca, w Polsce prawie nieznana”.
- Świdwie – Rezerwat Przyrody – album przygotowany wspólnie z fotografikiem Markiem Cichoniem, tekst: Wojciech Zyska i Przemysław Zyska, Wydawnictwo Promocyjne Albatros, Szczecin 1994, ISBN 978-83-857960-5-3[9]
- Polskie Parki Narodowe, współautor, Wydawnictwo Parol Ltd, Kraków 1994

## Odznaczenia
- Krzyż Kawalerski Orderu Odrodzenia Polski – za wybitne osiągnięcia artystyczne i dydaktyczne w popularyzacji fotografii
- Medal „Gloria Medicinae”
- Medal „Leonardo Da Vinci” XXI wieku
- Medal XXX-lecia Szczecińskiego Towarzystwa Fotograficznego
- Medal 150 lat Fotografii – Kongres Fotografów Polskich
- Tytuł Honorowego Fotografa Krajoznawcy Polski
- Nagroda Honorowa im. Fryderyka Kremsera
- tytuł członka Honorowego Związku Polskich Fotografów Przyrody